# 란위섬

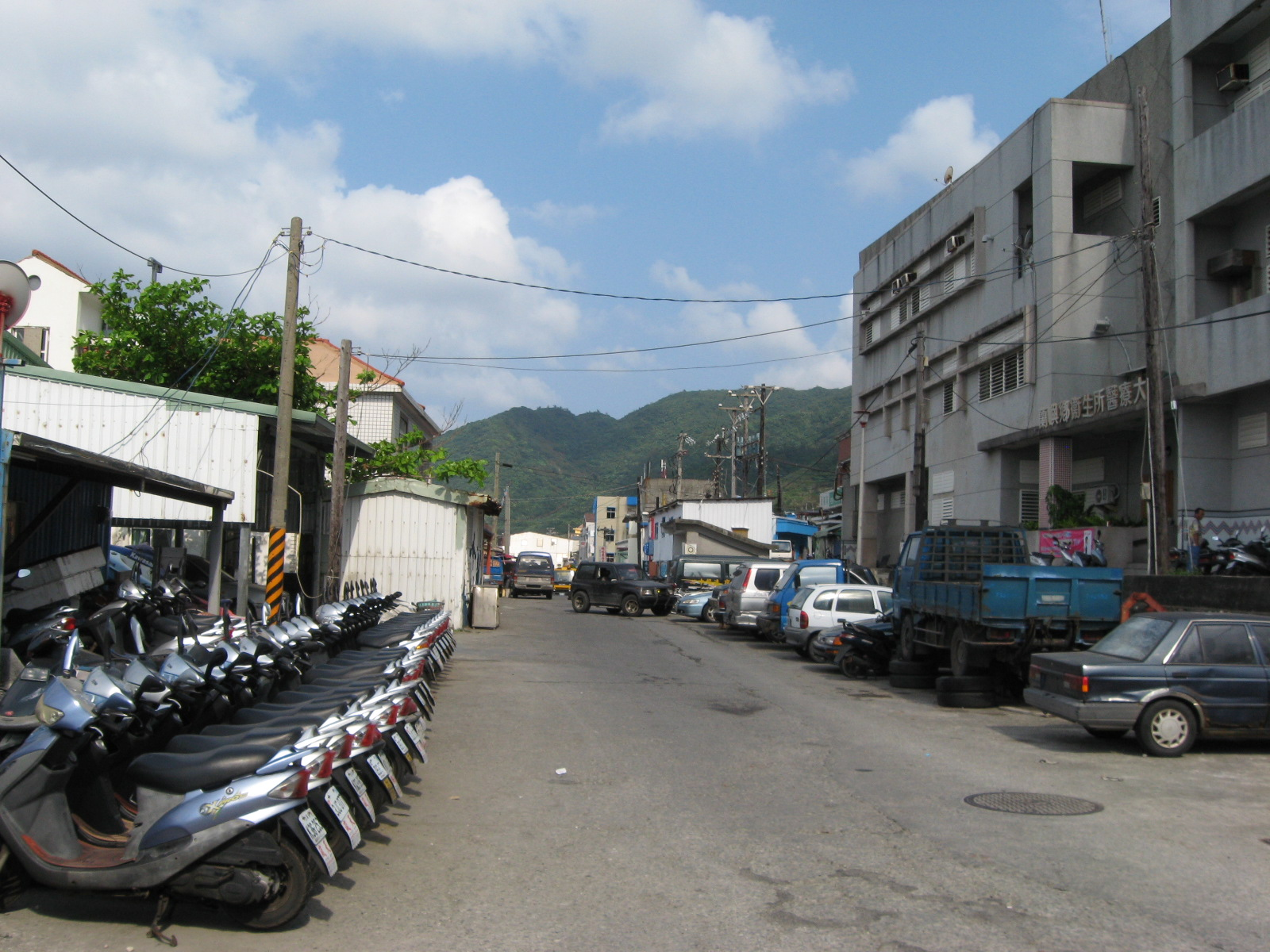
란위섬의 시가지

란위섬(蘭嶼, 대만어: Lân-sū, 야미어: Ponso no Tao, 영어: Orchid Island)은 대만에 있는 섬으로, 대만 본섬의 남동부 앞바다에 있는 주위 40km의 고도(孤島)로, 섬 전체가 타이둥현 란위향 관할이다.

## 같이 보기
- 뤼다오향